# Afonso Moura Guedes
Afonso de Sousa Freire de Moura Guedes (Torres Vedras, 11 de Janeiro de 1925 — Torres Vedras, 21 de Setembro de 2005) foi um advogado e político português.
Filho, neto e bisneto de advogados, licenciou-se em Direito, pela Universidade de Coimbra, onde presidiu à Associação Académica. Foi oposicionista à ditadura, ajudou a fundar a SEDES e foi um militante destacado do Partido Social Democrata. Foi eleito deputado à Assembleia Constituinte, em 1975, líder do Grupo Parlamentar do PSD, em 1976 e 1981, e governador civil de Lisboa, em 1983.